# Nicolai Abraham Abildgaard
Nicolai Abraham Abildgard (Kopenhagen, 11. rujna 1743. – Friederiksdal, 4. lipnja 1809.), danski slikar.
Predstavnik je danskog klasicizma, poznat kao "otac danskog slikarstva" i "Rafael sjevera". Ilustrirao je Apulejeva Zlatnog magarca, a inspirirao se mitološkim motivima, kopirao slike talijanskih renesansnih majstora, radio kao profesor i dvorski slikar i bio učitelj Thorwaldsena i Eckersberga.

## Važnija djela
- "Ranjeni Filoktet",
- "Sokrat",
- "Jupiter".